# 阿薩格哈爾
阿薩格哈爾（Azaghâl），是英國作家約翰·羅納德·瑞爾·托爾金（J.R.R. Tolkien）的史詩式奇幻小說《精靈寶鑽》中的虛構人物。
他是矮人城市貝磊勾斯特（Belegost）的國王，最終在尼南斯·阿農迪亞德戰役（Nirnaeth Arnoediad）被格勞龍（Glaurung）所殺。

## 名字
阿薩格哈爾（Azaghâl）一名來自矮人語（Khuzdûl），意思不明。其意思可能與阿督納克語（Adûnaic）的一詞"azgarâ"（解作「開戰」wage war）有關，如此一來此名可能解作「戰士」Warrior。

## 總覽
阿薩格哈爾是矮人（Dwarves）。托爾金作品裡沒有寫到關於他家庭的資料。他統治位於隆恩山脈（Ered Luin）的矮人城市貝磊勾斯特。他的統治時間是在第一紀元中期開始，直至他戰死於第五戰役裡。
諾格羅德（Nogrod）的著名矮人工匠鐵爾恰（Telchar）為他打造了龍盔（Dragon-helm）。後來阿薩格哈爾將這頭盔轉贈給救他一命的梅斯羅斯（Maedhros），作為謝禮。
他的詳細出生時間不明，最早出現於第一紀元260年或以後，死於472年的第五戰役，至少有212歲的壽命以上。

## 生平

### 早年
他的詳細出生年份不明，但估計可能是在第一紀元中前期或中期，應該是生於貝磊勾斯特。
第一紀元260年，格勞龍（Glaurung）首次出現。後來鐵爾恰以牠的形象打造了龍盔，並將之轉贈予阿薩格哈爾。在不明時間時，或許在安格班之圍（Siege of Angband）或班戈拉赫戰役（Dagor Bragollach）期間，半獸人在矮人路（Dwarf-road）襲擊阿薩格哈爾，梅斯羅斯率軍來援，救了他一命，故此阿薩格哈爾將龍盔當作謝禮送給梅斯羅斯。

### 第五戰役及戰死
奪回精靈寶鑽任務成功後，梅斯羅斯組織聯盟（Union of Maedhros），貝磊勾斯特的矮人加入同盟，並參與了尼南斯·阿農迪亞德戰役。阿薩格哈爾親率矮人上陣，他們的部隊在抵擋敵人的表現上十分傑出，不但抵受得住惡龍的火燄，更堅持作戰到最後。
貝磊勾斯特的矮人在激戰中迎擊格勞龍，他們的戰斧尖利得連牠的堅硬鱗片也難以抵禦，故此格勞龍轉而擊倒阿薩格哈爾，將他壓在地上。阿薩格哈爾身受重創，但仍盡全力把利刃刺入格勞龍的肚腹，給予牠一擊重創才身亡。格勞龍逃離戰場，連同安格班（Angband）的野獸。勇悍的矮人作戰至此才唱著輓歌，抬著他們國王的屍體退出戰場。

## 資料來源
1. 1 2 3  《中土世界的歷史》 Vol.11《珠寶之戰》 "The Grey Annals"
2. ↑  Thain's Book: Azaghâl 的存檔，存档日期2011-10-17.
3. 1 2 3  《未完成的故事》 1998年 HarperCollins出版 "Narn i Hîn Húrin"
4. 1 2 3  《精靈寶鑽》 2002年 聯經初版翻譯 第二十章《第五戰役－－尼南斯·阿農迪亞德》